# Оберлаух
Оберлаух (њем. Oberlauch) општина је у њемачкој савезној држави Рајна-Палатинат. Једно је од 235 општинских средишта округа Ајфелкрајс Битбург-Прим. Према процјени из 2010. у општини је живјело 61 становника. Посједује регионалну шифру (AGS) 7232284.

## Географски и демографски подаци
Оберлаух се налази у савезној држави Рајна-Палатинат у округу Ајфелкрајс Битбург-Прим. Општина се налази на надморској висини од 530 метара. Површина општине износи 3,6 km². У самом мјесту је, према процјени из 2010. године, живјело 61 становника. Просјечна густина становништва износи 17 становника/km².